# Идиолект
Идиолектът представлява индивидуалният вариант на езика, използван от един човек. Той се изразява в специфични принципи на подбор на думите и граматични характеристики, както и в думи, изрази, идиоми и произношение, които са специфични за индивида. Всеки човек има идиолект.
Уникално е по-скоро обединението на думи и изречения в речта на индивида, а не използването на специални думи, които никой друг не използва. Идиолектът може лесно да се развие до еколект – диалектен вариант на езика, характерен за едно семейство.
Съдебните лингвисти могат да използват идиолекта, за да определят дали даден текст (писмен или устен превод) е създаден от човека, на когото е приписан.